# Stachelleguane
Die Stachelleguane (Sceloporus) sind die artenreichste Gattung der Familie Phrynosomatidae und kommen in Nord- und Mittelamerika vor.

## Verbreitung und Lebensraum
Stachelleguane sind vor allem in Mittel- und Nordamerika beheimatet. Vertreter der Gattung Sceloporus bewohnen verschiedene Lebensräume und sind vor allem auf felsigem Terrain, aber auch in trockenen Wüsten, Buschland sowie relativ feuchten Kiefern- und Nebelwäldern in bis zu 3800 Metern Höhe anzutreffen.

## Lebensweise
Die Tiere sind überwiegend terrestrisch, einige Arten (wie z. B. Sceloporus malachiticus) leben jedoch auch auf Bäumen und Ästen oder in selbst gegrabenen Behausungen (etwa Sceloporus magister).
Die Tiere sind ovovivipar und fressen vornehmlich Insekten aller Art, insbesondere Ameisen, Käfer, Fliegen, Heuschrecken, Grillen u. ä. Auch Spinnentiere und kleinere Echsen, eher seltener Früchte und Blüten stehen auf ihrer Speisekarte. Wenn Gefahr droht, flüchten die Leguane schnell in Felsspalten oder Nagetierbauten oder suchen Deckung unter Sträuchern und Baumstümpfen.
Wie bei den meisten anderen Leguanen halten auch die Stachelleguane – in Abhängigkeit vom Klima – eine Winterruhe. Die Paarungszeit erstreckt sich über das Frühjahr bis hin zum Sommer. In dieser Zeit werden ein bis mehrere Gelege von bis zu 20 Eiern produziert. Dazu gräbt das Weibchen in lockerem Boden eine Mulde, die nach der Eiablage wieder verschlossen wird.

## Merkmale
Stachelleguane besitzen einen ausgeprägten Geschlechtsdimorphismus. Die Männchen sind generell stärker gefärbt; besonders während der Paarungszeit zeichnen sich die Färbungen gut aus. Weibchen sind dagegen meist schlichter gefärbt. 
Stachelleguane können eine Länge von bis zu 30 cm erreichen.
Charakteristisch sind ihre gekielten, überlappenden Schuppen. Der Kopf ist breit und abgeflacht, die Gliedmaßen kurz und kräftig. Die Hinterbeine sind dabei länger als die Vorderbeine und enden in langen Zehen, die mit Krallen versehen sind, was sie zu guten Kletterern macht.

## Systematik

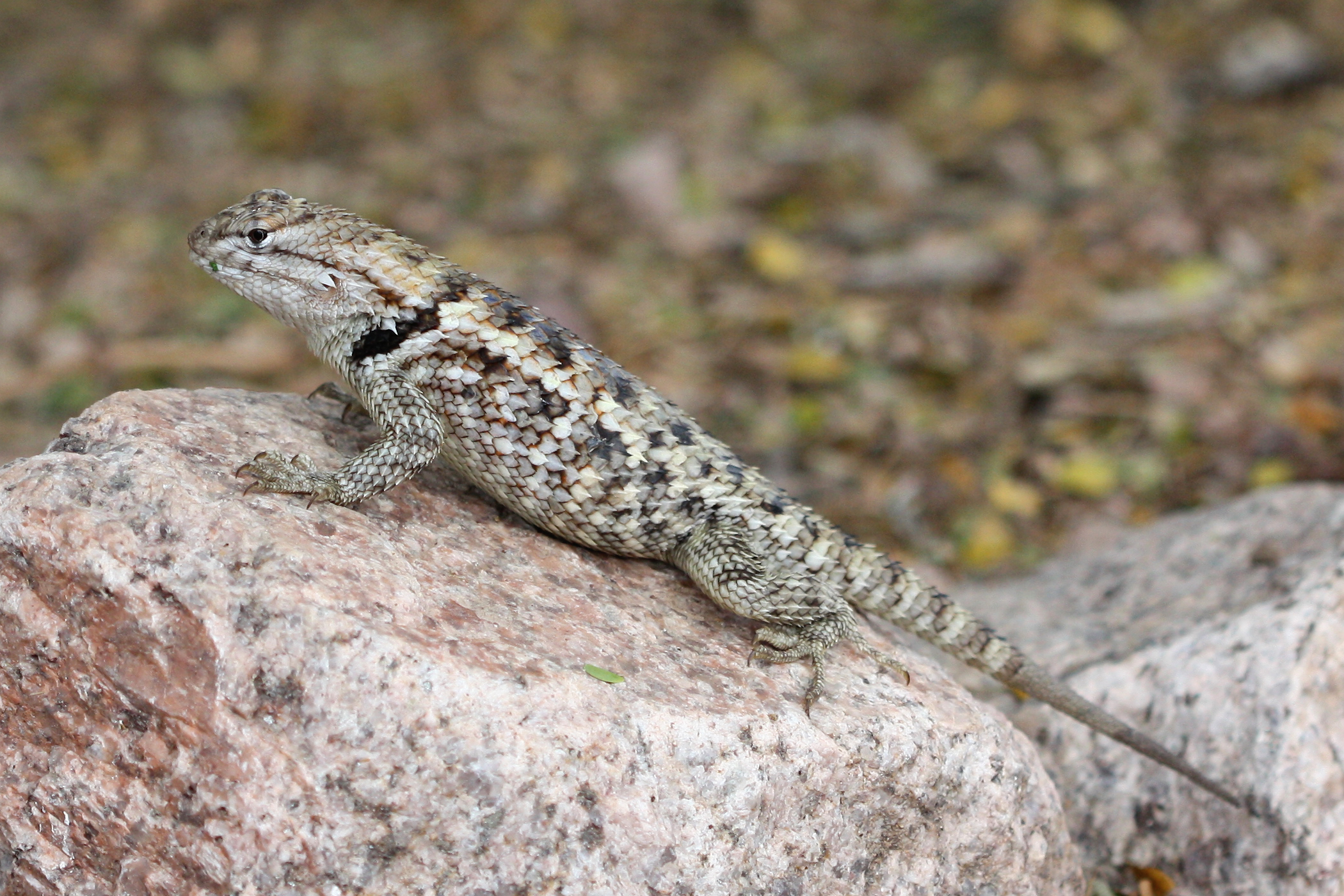
Sceloporus magister

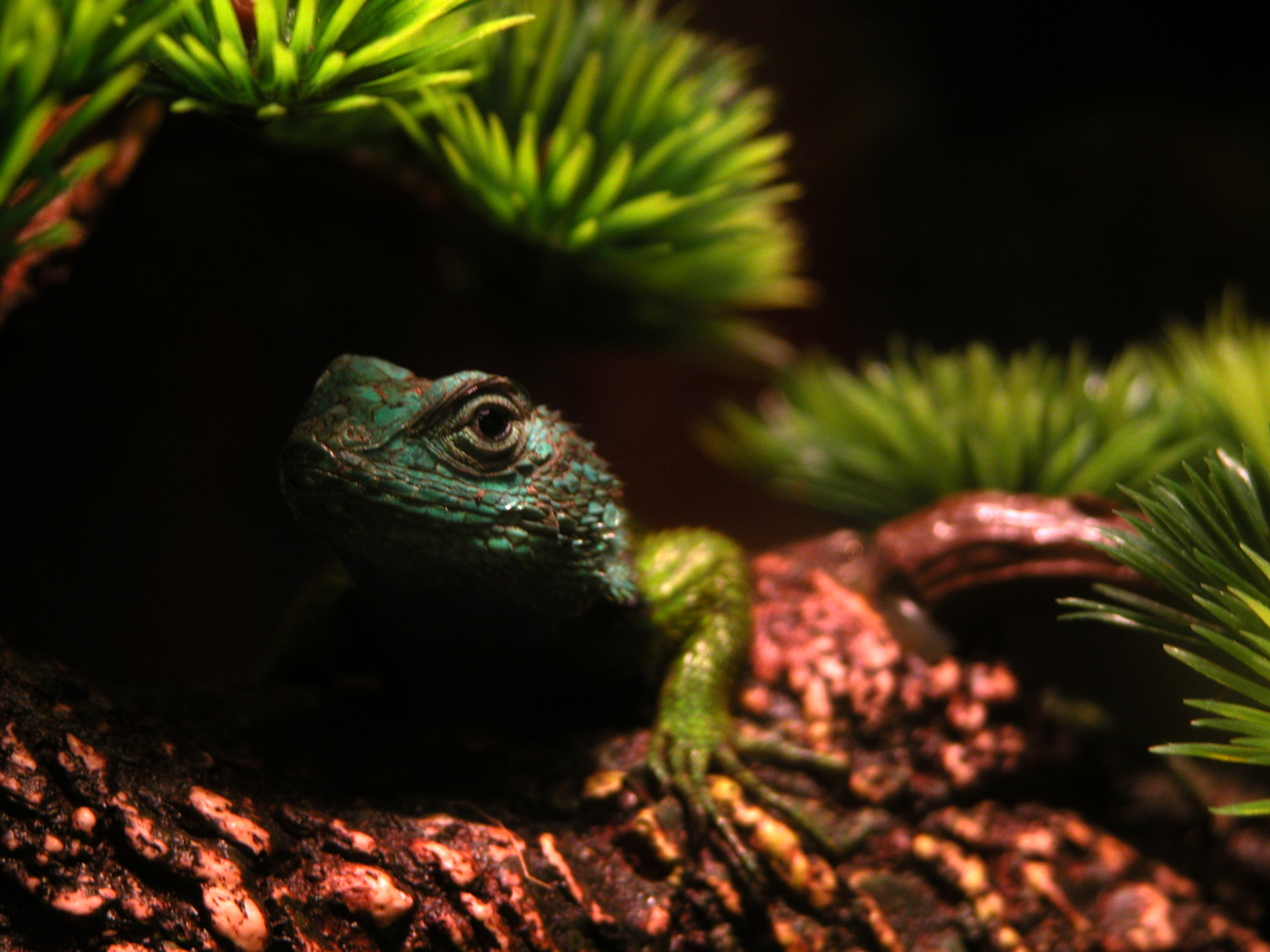
Malachit-Stachelleguan (Sceloporus malachiticus)

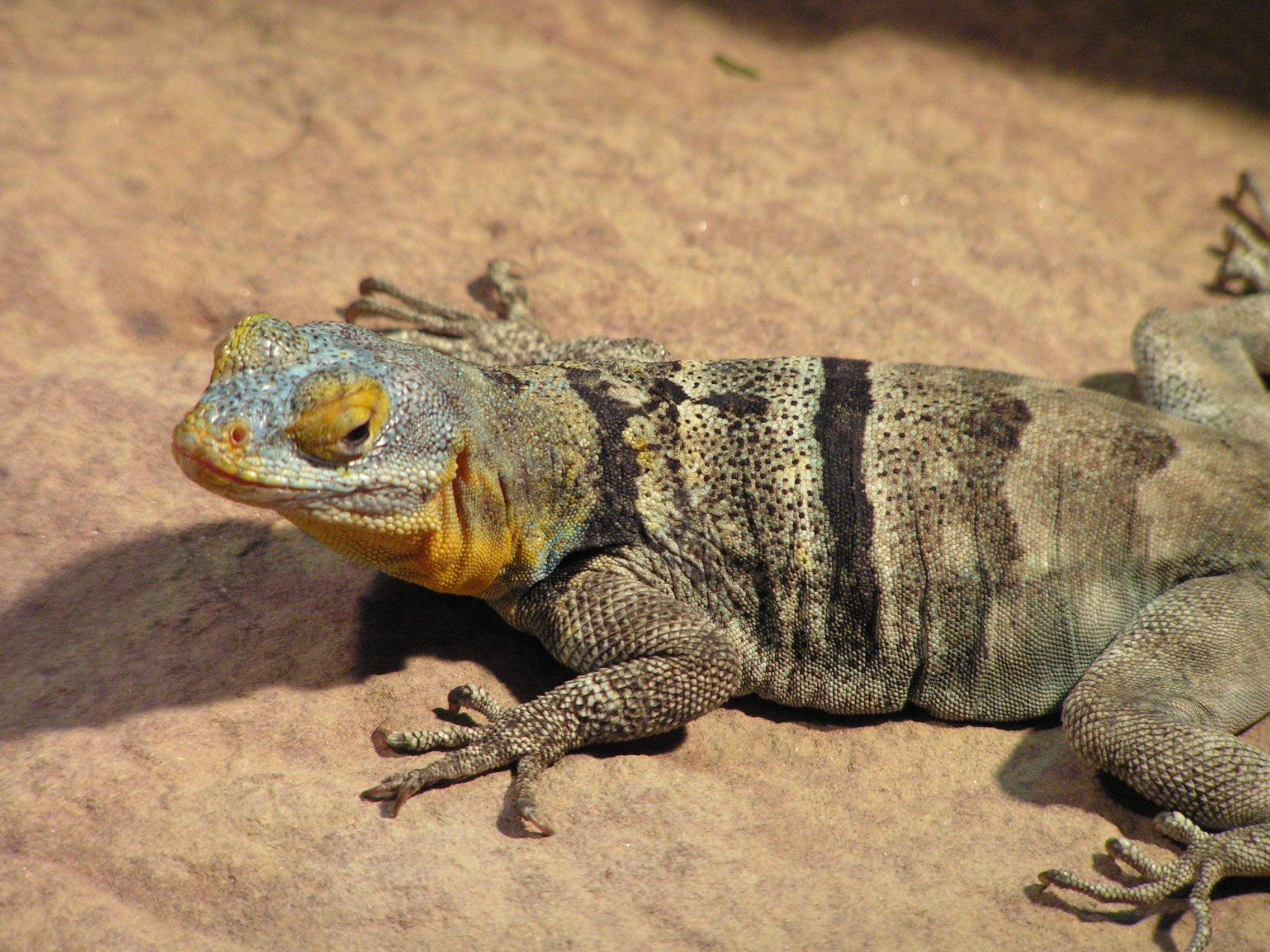
Sceloporus serrifer

Die Gattung Sceloporus umfasst über 90 Arten, die wiederum in 21 Gruppen aufgeteilt sind.
Nachfolgend eine Liste bekannter Sceloporus-Arten:
- Sceloporus acanthinus
- Sceloporus adleri
- Sceloporus aeneus
- Sceloporus anahuacus
- Sceloporus angustus
- Sceloporus arenicolus
- Sceloporus asper
- Sceloporus aureolus
- Sceloporus becki
- Sceloporus bicanthalis
- Sceloporus bulleri
- Sceloporus caeruleus
- Sceloporus carinatus
- Sceloporus cautus
- Sceloporus chaneyi
- Sceloporus chrysostictus
- Sceloporus clarkii
- Sceloporus couchii
- Sceloporus consobrinus
- Sceloporus couchii
- Sceloporus cowlesi
- Sceloporus cozumelae
- Sceloporus cryptus
- Sceloporus cupreus
- Sceloporus cyanogenys
- Sceloporus druckercolini
- Sceloporus dugesii
- Sceloporus edwardtaylori
- Sceloporus exsul
- Sceloporus formosus
- Sceloporus gadovae
- Sceloporus goldmani
- Sceloporus graciosus
- Sceloporus grammicus
- Sceloporus grandaevus
- Sceloporus heterolepis
- Sceloporus horridus
- Sceloporus hunsakeri
- Sceloporus insignis
- Sceloporus jalapae
- Sceloporus jarrovii
- Sceloporus lemosespinali
- Sceloporus licki
- Sceloporus lineatulus
- Sceloporus lunae
- Sceloporus lundelli
- Sceloporus macdougalli
- Sceloporus maculosus
- Sceloporus magister
- Sceloporus malachiticus
- Sceloporus megalepidurus
- Sceloporus melanorhinus
- Sceloporus merriami
- Sceloporus monserratensis
- Sceloporus mucronatus
- Sceloporus nelsoni
- Sceloporus occidentalis
- Sceloporus ochoterenae
- Sceloporus olivaceus
- Sceloporus omiltemanus
- Sceloporus orcutti
- Sceloporus ornatus
- Sceloporus palaciosi
- Sceloporus parvus
- Sceloporus poinsettii
- Sceloporus pyrocephalus
- Sceloporus rufidorsum
- Sceloporus salvini
- Sceloporus samcolemani
- Sceloporus scalaris
- Sceloporus serrifer
- Sceloporus siniferus
- Sceloporus slevini
- Sceloporus smaragdinus
- Sceloporus smithi
- Sceloporus spinosus
- Sceloporus squamosus
- Sceloporus stejnegeri
- Sceloporus subniger
- Sceloporus subpictus
- Sceloporus taeniocnemis
- Sceloporus tanneri
- Sceloporus teapensis
- Sceloporus torquatus
- Sceloporus tristichus
- Sceloporus undulatus
- Sceloporus utiformis
- Sceloporus vandenburgianus
- Sceloporus variabilis
- Sceloporus virgatus
- Sceloporus woodi
- Sceloporus zosteromus